# Bruce Spence

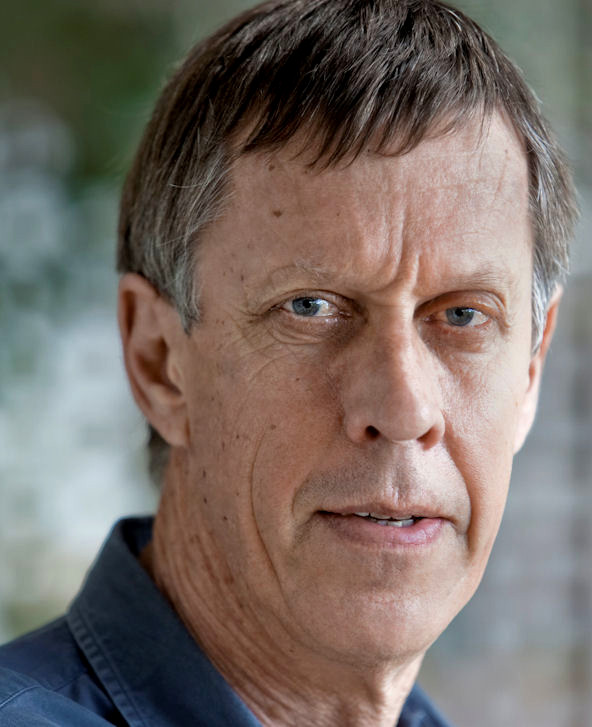
Bruce Spence (2010)

Bruce Spence (* 17. September 1945 in Auckland, Neuseeland) ist ein neuseeländisch-australischer Schauspieler. Mit seinem markanten Gesicht und seinen 1,98 Metern Körpergröße ist er meistens in Charakter- oder Schurkenrollen zu sehen, so unter anderem als Trainman in Matrix Revolutions und als Mund von Sauron in Der Herr der Ringe: Die Rückkehr des Königs.

## Leben
Der in Neuseeland geborene Charakterdarsteller spielte im Laufe seiner Karriere bereits eine ganze Reihe von prägnanten Rollen. Bekannt wurde er zunächst als Gyro Captain in Mad Max II (1981) und als Jedediah in Mad Max – Jenseits der Donnerkuppel (1985).
1994 spielte er die Rolle des Chief in der Fernsehserie Quer durch die Galaxie und dann links nach dem gleichnamigen Jugendbuch der australischen Autorin Robin Klein. 1998 war er als prophetischer Elias in der fünffach Emmy-nominierten TV-Neuverfilmung von Moby Dick an der Seite von Patrick Stewart und Henry Thomas zu sehen.
Weitere markante Rollen spielte er als Trainman in Matrix Revolutions und als Mund von Sauron in Der Herr der Ringe: Die Rückkehr des Königs, beide 2003. Sein Part in Herr der Ringe wurde allerdings aus Zeitgründen gestrichen, findet sich aber in der Special Extended Edition wieder. 2005 hatte er außerdem eine Nebenrolle in Star Wars: Episode III – Die Rache der Sith und einen kurzen Cameo-Auftritt in Nightmares & Dreamscapes: Nach den Geschichten von Stephen King 2006. Von 2008 bis 2010 spielte er den Zauberer Zedd an der Seite des Helden in der Serie Legend of the Seeker – Das Schwert der Wahrheit.
Bruce Spence ist seit 1973 mit seiner Frau Jenny verheiratet, mit der er zwei Kinder hat. Er lebt mit seiner Familie in MacMasters Beach nordöstlich von Sydney.

## Filmografie (Auswahl)
- 1970: Dead Easy
- 1971: Stork
- 1973: Dimboola: The Stage Play
- 1973–1975: Certain Women (Fernsehserie, 19 Episoden)
- 1974: Moving On
- 1974: Die Autos, die Paris auffraßen (The Cars That Ate Paris)
- 1975: The Firm Man
- 1975: The Great MacArthy
- 1976: Mad Dog
- 1976: Oz
- 1976: Let the Balloon Go
- 1976: Eliza Fraser
- 1978: Newsfront
- 1979: Dimboola
- 1981: Mad Max II – Der Vollstrecker (Mad Max 2: The Road Warrior)
- 1983: CarCrash – Wir fahren den heißesten Reifen (Midnite Spares)
- 1983: Buddies – Zwei knallharte Typen (Buddies)
- 1983: Double Deal – Eine verhängnisvolle Affäre (Double Deal)
- 1983: The Return of Captain Invicible
- 1984: Wo die grünen Ameisen träumen (Where the Green Ants Dream)
- 1984: Pallet on the Floor
- 1985: Mad Max – Jenseits der Donnerkuppel (Mad Max Beyond Thunderdome)
- 1987: Bullseye
- 1987: Das Jahr meiner ersten Liebe (The Year My Voice Broke)
- 1987: Single aus Leidenschaft (Bachelor Girl)
- 1988: Rikky and Pete
- 1989: Zucker – Eine wirklich süße Katastrophe (Fernsehfilm)
- 1990: Känguruh Carlos (The Shrimp on the Barbie)
- 1991: Harrys größter Coup (Sweet Talker)
- 1993: Hercules Returns
- 1993–1994: Quer durch die Galaxie und dann links (Halfway Across the Galaxy and Turn Left, Fernsehserie, 18 Episoden)
- 1995: Ace Ventura – Jetzt wird’s wild (Ace Ventura: When Nature Calls)
- 1996: Munsters fröhliche Weihnachten (The Munsters’ Scary Little Christmas)
- 1997: Return to Jupiter (Fernsehserie, 13 Episoden)
- 1997–1998: Bullpitt! (Fernsehserie, 26 Episoden)
- 1998: Dark City
- 1998: Moby Dick (Fernsehfilm)
- 2001: Beastmaster – Herr der Wildnis (Beastmaster, Fernsehserie, Episode 2x16)
- 2002: Königin der Verdammten (Queen of the Damned)
- 2003: Inspektor Gadget 2 (Inspector Gadget 2)
- 2003: Findet Nemo (Finding Nemo, Stimme)
- 2003: Matrix Revolutions
- 2003: Der Herr der Ringe: Die Rückkehr des Königs (The Lord of the Rings: The Return of the King, nur Special Extended Edition)
- 2003: Peter Pan
- 2005: Grange (Fernsehfilm)
- 2005: Star Wars: Episode III – Die Rache der Sith (Star Wars: Episode III – Revenge of the Sith)
- 2006: Aquamarin – Die vernixte erste Liebe (Aquamarine)
- 2006: Solo
- 2006: Nightmares & Dreamscapes: Nach den Geschichten von Stephen King (Nightmares & Dreamscapes: From the Stories of Stephen King)
- 2008–2010: Legend of the Seeker – Das Schwert der Wahrheit (Legend of the Seeker, Fernsehserie, 44 Episoden)
- 2008: Australia
- 2009: Subdivision
- 2010: Die Chroniken von Narnia: Die Reise auf der Morgenröte (The Chronicles of Narnia: The Voyage of the Dawn Treader)
- 2013: Mystery Road
- 2014: I, Frankenstein
- 2015: Backtrack
- 2015: Let’s Talk About (Miniserie, 6 Episoden)
- 2016: Gods of Egypt
- 2017: Pirates of the Caribbean: Salazars Rache (Pirates of the Caribbean: Dead Men Tell No Tales)
- 2017: Blue World Order
- 2018: Winchester – Das Haus der Verdammten (Winchester)
- 2018: Occupation
- 2020: Kinder des Zorns (Children of the Corn)
- 2020: The Dry – Lügen der Vergangenheit (The Dry)
- 2020: Love and Monsters

## Auszeichnungen & Nominierungen
Auszeichnungen
- 1975: Hoyts Prize for Best Performance als bester Darsteller für Stork (1971)
- 2005: Tropfest Award als bester männlicher Darsteller für Australian Summer

Nominierungen
- 1983: Saturn Award als bester Nebendarsteller für Mad Max II